# Cueva de Palomas IV
La cueva de Palomas IV es un abrigo con representaciones rupestres localizado en el término municipal de Tarifa, provincia de Cádiz (España). Pertenece al conjunto de yacimientos rupestres denominado Arte sureño, muy relacionado con el arte rupestre del arco mediterráneo de la península ibérica.
Este abrigo fue localizado por Henri Breuil en 1929 y publicado por primera vez en su obra Rock paintings of Southern Andalusia. A Description of a neolithic and copper age Art Group y estudiada en profundidad por varios autores posteriormente, entre ellos el historiador alemán Uwe Topper. Se encuentra localizada en la Sierra del Pedregoso a unos 250 metros sobre el nivel del mar junto a otras tres cuevas Cueva de Palomas I, Cueva de Palomas II y Cueva de Palomas III que se encuentran en la misma cresta rocosa y con las que guarda estrecha relación.
La cueva de Palomas IV tiene una entrada abierta al oeste. La covacha tiene unos 7.5 metros de ancho, 2.5 de alto y 3.8 metros de profundo estando muy expuesto a las agresiones del medio. Aparecen en el abrigo varios grupos de puntos, signos esquemáticos, zoomorfos y antropomorfos realizados con pigmento rojo oscuro. Algunos de los antropomorfos son de estilo muy arcaico, probablemente de los primeros momentos de la Edad de Bronce mientras que unas líneas en zig-zag presentes son muy característicos de finales de la Edad de Bronce.